# صامويل ريتشي
صامويل ريتشي (بالإيطالية: Samuele Ricci) هو لاعب كرة قدم إيطالي في مركز الوسط، ولد في 21 أغسطس 2001 في بونتيديرا في إيطاليا. لعب مع نادي إمبولي.

## وصلات خارجية
- صامويل ريتشي على موقع الاتحاد الأوربي (الإنجليزية)
- صامويل ريتشي على موقع قاعدة بيانات كرة القدم.إي يو (الإنجليزية)
- صامويل ريتشي على موقع ناشيونال فوتبول تيمز (الإنجليزية)
- صامويل ريتشي على موقع Soccerbase.com (لاعب) (الإنجليزية)
- صامويل ريتشي على موقع Soccerway.com (الإنجليزية)
- صامويل ريتشي على موقع عالم كرة القدم.نت (الإنجليزية)